# 吉達河
50°44′00″N 106°16′20″E / 50.73333°N 106.27222°E
吉達河（俄语：Джида）是俄羅斯的河流，屬於色楞格河的左支流，由布里亞特共和國負責管轄，河道全長567公里，流域面積23,500平方公里，河水主要來自雨水，上游多處有急流。

## 流域

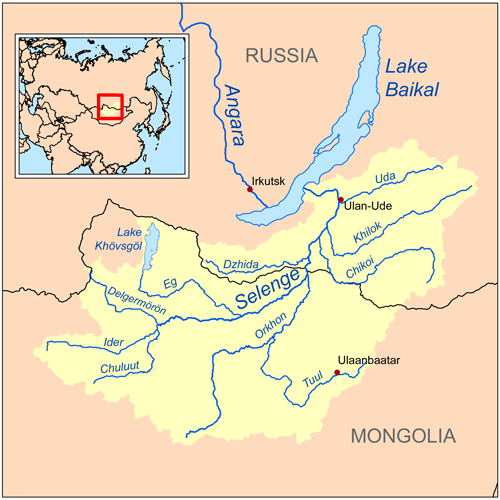
色楞格河流域（黄色）：
Selenge：色楞格河
Angara：安加拉河
Chikoi (Chikoy)：楚库河
Chuluut：楚魯特河
Delgermoron：德勒格尔木伦河（德勒格尔河）
Dzhida：吉达河
Eg (Egiin)：额金河
Ider：伊德尔河
Khilok：希洛克河
Orkhon：鄂尔浑河
Tuul：土拉河
Uda：乌达河
Ulan-Ude：乌兰乌德